# Les Aventures de Porcinet
Série Winnie l'ourson
Les Aventures de Tigrou
(2000) Les Aventures de Petit Gourou
(2004)
Pour plus de détails, voir Fiche technique et Distribution.
Les Aventures de Porcinet ou Le grand film de Porcinet au Québec (Piglet's Big Movie) est le 80e long-métrage d'animation des studios Disney. Sorti en 2003, le film est inspiré des personnages créés en 1926 par Alan Alexander Milne.

## Synopsis
Les amis de Porcinet refusent son aide lors d'une expédition le jugeant trop petit. Ils pensent qu'il lui est arrivé quelque chose, car sa maison est vide. Ils utilisent le journal intime de Porcinet pour le retrouver et apprennent en le lisant qu'il les a beaucoup aidés sans qu'ils s'en rendent compte lors de diverses aventures. Finalement ils le retrouvent et s'aperçoivent qu'il n'est pas en danger et qu'il est plus grand qu'on ne le croit.

## Fiche technique
- Titre original : Piglet's Big Movie
- Titre français : Les Aventures de Porcinet
- Titre québécois : Le grand film de Porcinet
- Réalisateur : Francis Glebas
- Musique : Carly Simon
- Société de production : Walt Disney Pictures et Disneytoon Studios
- Société de distribution : Buena Vista Pictures Distribution (États-Unis) ; Gaumont Buena Vista International (France)
- Pays d'origine :  États-Unis
- Langue : anglais
- Genre : animation
- Durée : 75 minutes
- Sortie :  États-Unis 21 mars 2003,  France 22 octobre 2003

## Distribution

### Voix originales
- John Fiedler : Porcinet
- Jim Cummings : Winnie l'ourson / Tigrou
- Ken Samson : Coco Lapin
- Peter Cullen : Bourriquet
- Kath Soucie : Maman Gourou
- Nikita Hopkins : Petit Gourou
- Andre Stojka : Maître Hibou
- Tom Wheatley : Jean-Christophe

### Voix françaises
- Hervé Rey : Porcinet
- Roger Carel : Winnie l'ourson / Coco Lapin
- Jean-Claude Donda : Winnie l'ourson (chant)
- Michel Mella : Coco Lapin (chant)
- Patrick Préjean : Tigrou
- Wahid Lamamra : Bourriquet
- Céline Monsarrat : Grand Gourou
- Camille Donda : Petit Gourou
- Bernard Alane : Maître Hibou
- Gwenaël Sommier : Jean-Christophe
- Maxime Baudoin : Jean-Christophe (chant)
- Nicole Croisille : Soliste

Source : voxofilm

### Voix québécoises
- Dominique Ducharme : Petit Gourou
- Pierre Lacasse : Winnie l'ourson
- Serge Turgeon : Bourriquet
- Madeleine Arsenault : Maman Gourou
- François Sasseville : Coco Lapin
- Daniel Picard : Tigrou

Source : Doublage.qc.ca

## Chansons du film
- Winnie l'ourson - Soliste
- Si j'étais moins petit - Soliste
- L'instinct d'une maman - Soliste
- Chantons avec Winnie l'ourson - Winnie l'ourson et ses amis
- Plus il neigera - Soliste
- Deux, trois bons copains - Soliste
- Plus je pense à lui - Soliste
- With a Few Good Friends - Carly Simon

## Adaptation
Le film a été adapté en jeu vidéo sous le titre Les Aventures de Porcinet (Piglet's Big Game).